# Júlia Szendrey

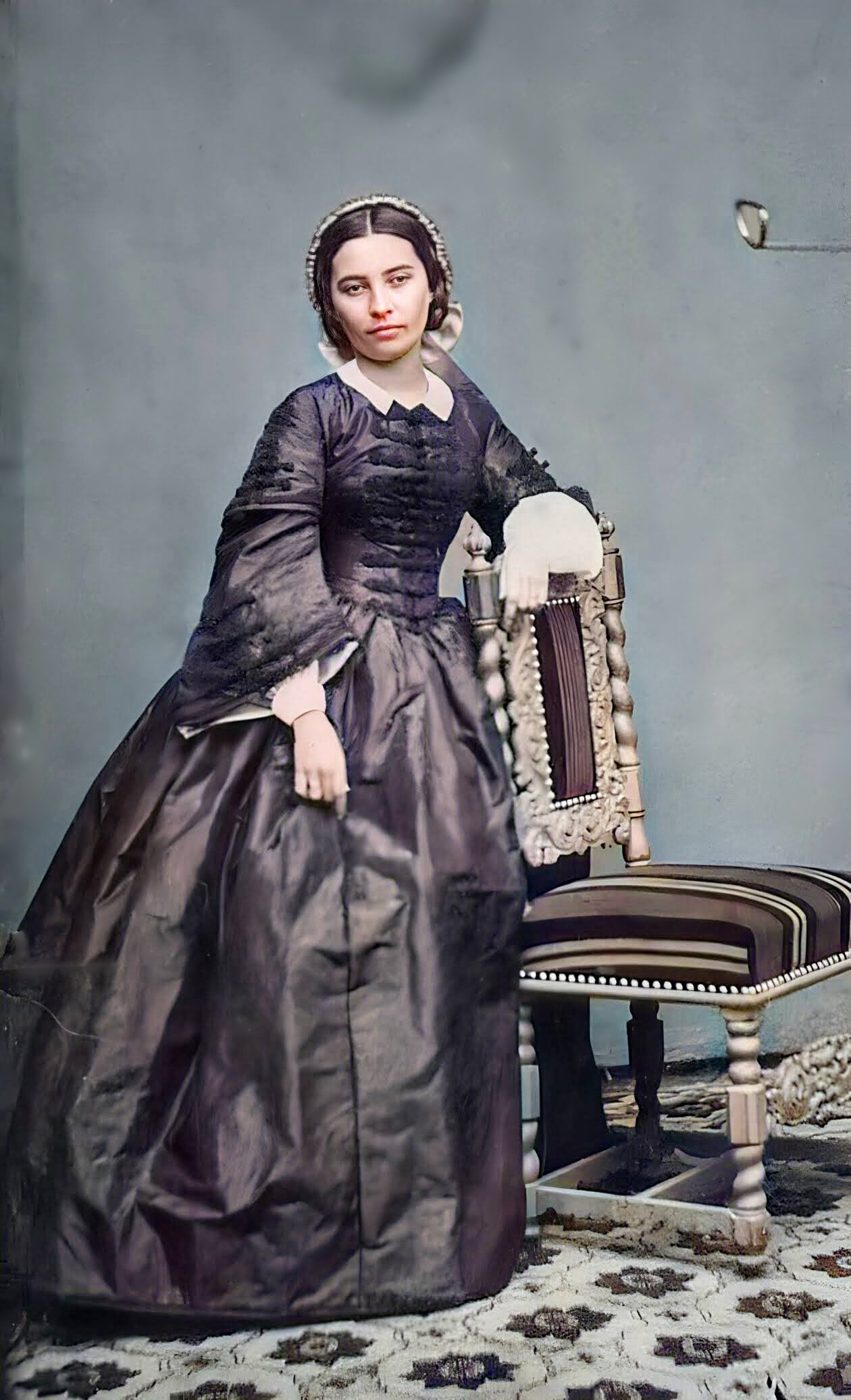
Júlia Szendrey 1859, nachkolorierte zeitgenössische Aufnahme

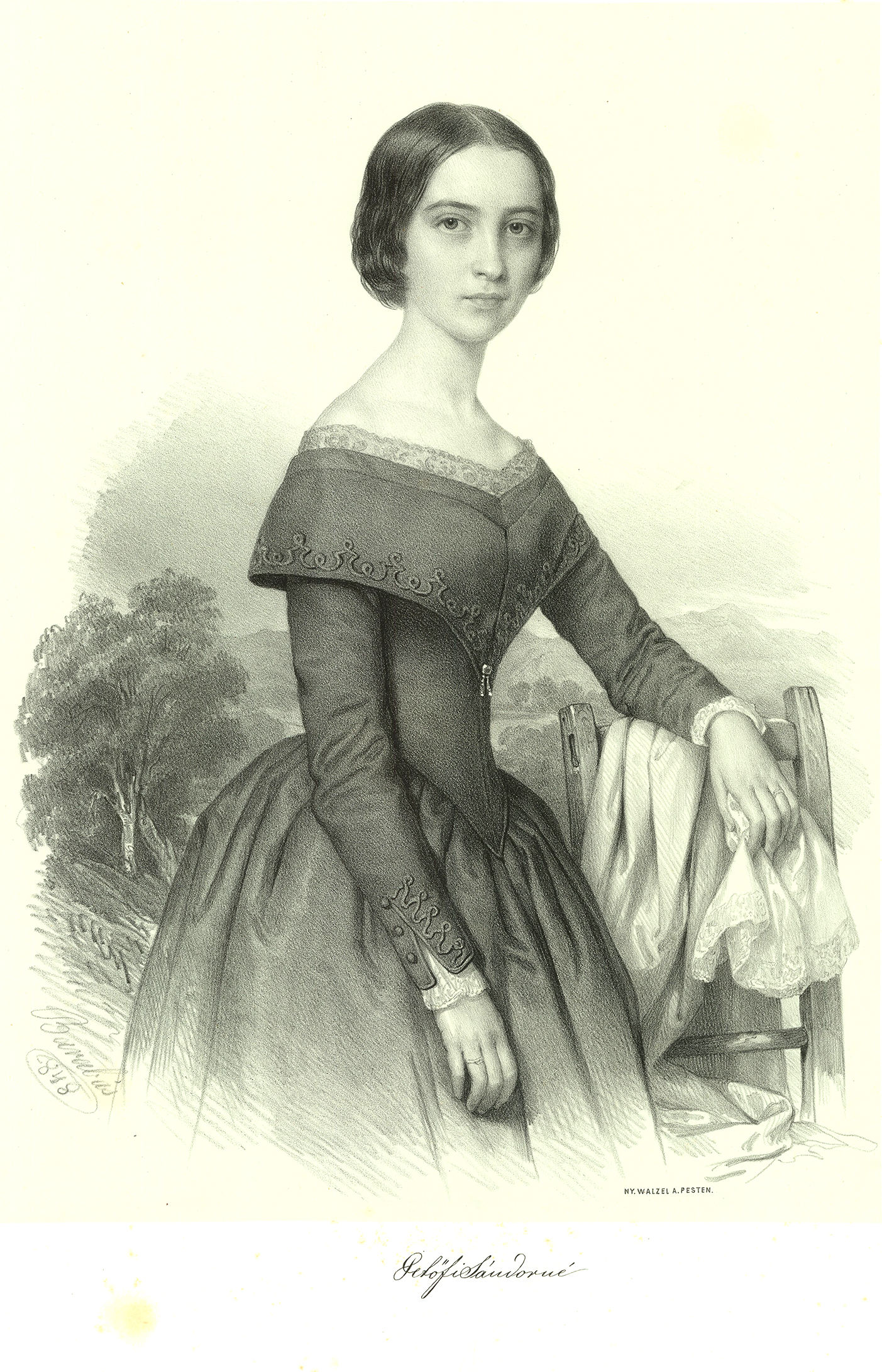
Júlia Szendrey, Stich von Miklós Barabás, 1848

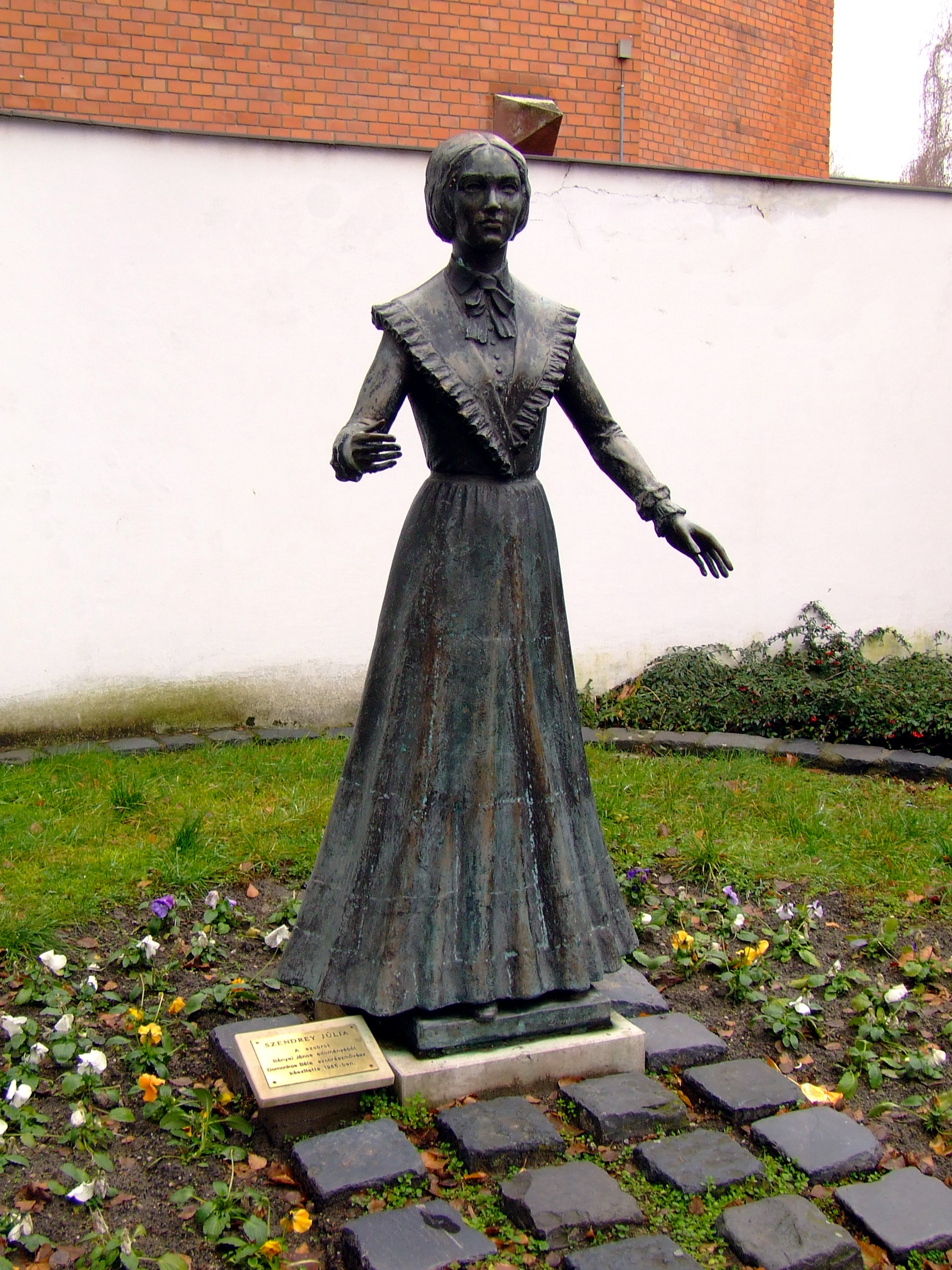
Júlia Szendrey, Bronze von Béla Domonkos in Kiskőrös

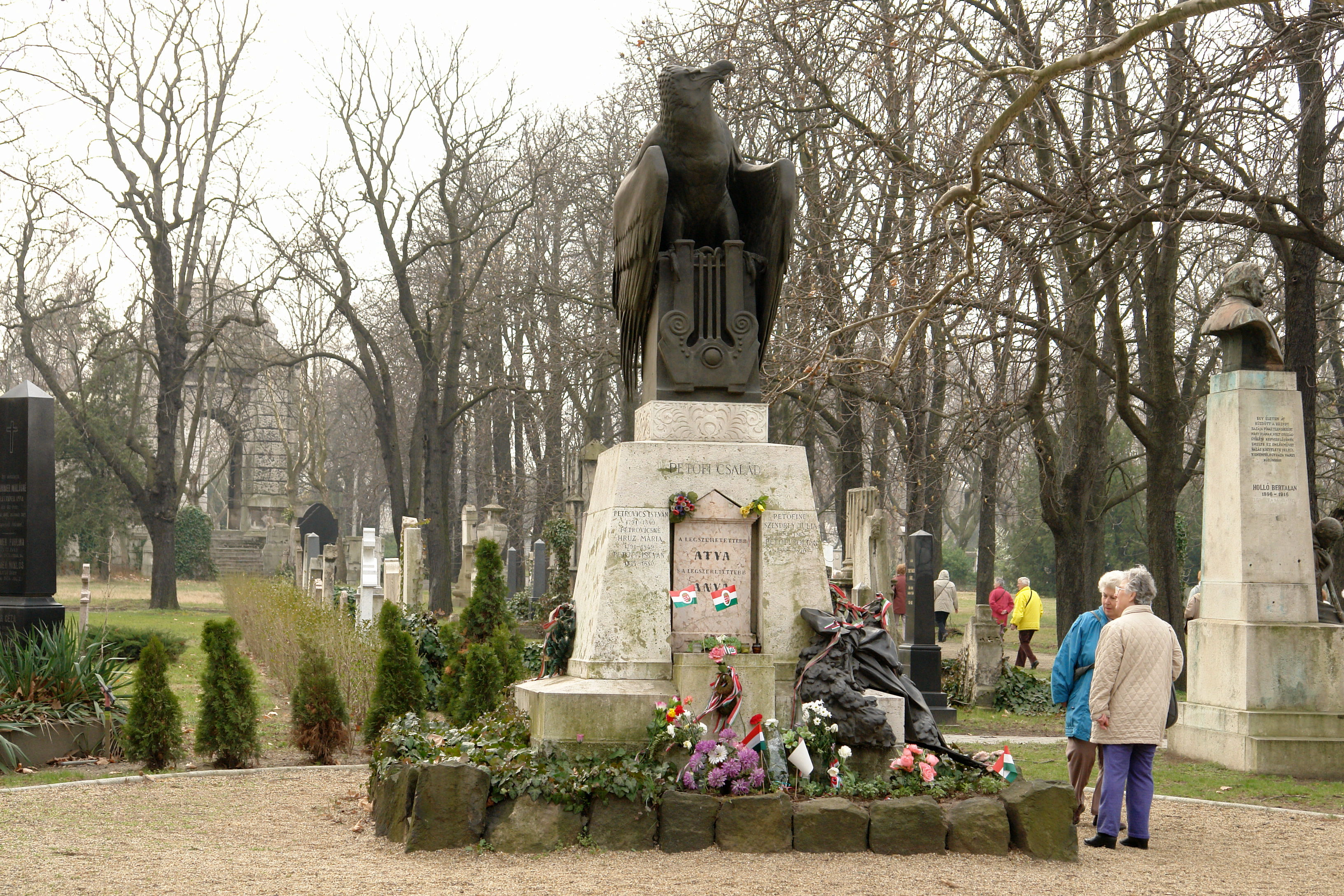
Grab der Familie Petőfi auf dem Kerepesi-Friedhof, Budapest (Inschrift für Szendrey rechte Seite oben)

Júlia Szendrey, verheiratete Petőfi und Horvát  (* 29. Dezember 1828 in Keszthely, Königreich Ungarn; † 6. September 1868 in Pest, Österreich-Ungarn) war eine ungarische Dichterin, Schriftstellerin und Übersetzerin und die Ehefrau des ungarischen Dichters Sándor Petőfi und des Historikers Árpád Horvát.

## Leben
Júlia Szendreys wurde als Tochter von Anna Gálovics und Ignác Szendrey (1800–1895), der während seiner Laufbahn als Gutsverwalter für verschiedene Adelsfamilien tätig war, darunter die Familie Festetics und die Familie Károlyi, geboren. Sie studierte vier Jahre lang in Pest an einem Institut für Töchter wohlhabender Familien; sie sprach fließend Fremdsprachen, spielte Klavier und tanzte gerne, war aber öffentlichkeitsscheu. Am liebsten las sie Gedichte und Bücher, unter anderem von Heinrich Heine und George Sand.
1846 lernte Szendrey in Carei, wo ihr Vater auf Schloss Károlyi arbeitete, den  Dichter und späteren ungarischen Volkshelden Sándor Petőfi kennen. Gegen den Widerstand ihrer Familie heiratete das Paar ein Jahr später in Erdeed. Als die ungarische Revolution von 1848 ausbrach, meldete sich auch Petőfi zur Armee und zog mit seiner Familie nach Debrecen, wo der Sohn Zoltán am 15. Dezember 1848 geboren wurde. In der Schlacht bei Segesvár (Sighișoara) fiel Petőfi um den 31. Juli 1849. Bis heute konnte – trotz zahlreicher Spekulationen – nicht eindeutig geklärt werden, wo sein Leichnam bestattet wurde. Szendrey akzeptierte die Nachricht von seinem Tod zunächst nicht und reiste nach Siebenbürgen, um nach ihm zu suchen. Sie beantragte auch einen Pass für die Türkei, falls ihr Mann dort sein sollte. Das wurde jedoch verweigert. 
Während der Suche nach Petőfi fand sie Unterstützung bei Árpád Horvát, einem befreundeten Historiker, den sie im Juli 1850 heiratete. Die Heirat erregte großes öffentliches Aufsehen und führte zu jahrelangen Nachreden und Verdächtigungen, auch durch Freunde von Petőfi wie den Dichter János Arany. Szendrey und Horvát hatten vier Kinder, zwei Söhne und zwei Töchter. Szendreys Beziehung zu ihrem ersten Sohn Zoltán verschlechterte sich. Zoltán Petőfi wurde unter der Vormundschaft seines Onkels István (Sándors älterer Bruder) von seinem Großvater väterlicherseits aufgezogen und starb 1870 sehr jung an Tuberkulose.
In den 1850er Jahren schrieb Szendrey mehrere Gedichte, ein Tagebuch und sie übersetzte mehrere Märchen von Hans Christian Andersen.

Auch Szendreys zweite Ehe endete in einer Tragödie. Als bei ihr Gebärmutterhalskrebs diagnostiziert wurde, beschloss sie 1867 plötzlich, sich von ihrem Mann zu trennen, und zog in eine kleine Wohnung in Pest, die von ihrem Vater finanziert wurde. In ihrem Tagebuch schrieb sie, dass ihr Mann keine Rücksicht auf ihre Erkrankung nehme, obwohl ein Arzt ihn darauf hingewiesen hätte. Sie starb 1868 in dieser kleinen Wohnung, auf dem Sterbebett diktierte sie einen Brief an ihren Vater, in dem es hieß: 
„Vater sagte, ich würde mit Sándor unglücklich sein. Noch nie hat eine Frau ein solches Glück erlebt, wie ich es im Zusammensein mit meinem Sándor empfand. Ich war seine Königin, er liebte mich und ich liebte ihn. Wir waren das glücklichste Paar der Welt, und hätte das Schicksal nicht eingegriffen, wären wir es immer noch.“
Szendrey ist Teil der Legende und Verehrung für Petőfi als Nationalheld geworden, die ideale und gleichgesinnte Partnerin. Insofern passte ihre zweite Heirat auch nicht in dieses Bild. Exemplarisch ist der Text zu Petőfi in der 1975 geschriebenen „Ungarischen Literaturgeschichte“ von Antal Szerb (Übersetzung Josef Gerhard Farkas und Gabriele Farkas):

„Den wirklichen Petőfi kettete eine ernste, unwiderstehliche, ungeduldige Mannesliebe an Julia Szendrey, und Julia Szendrey war alles, nur kein unschuldiges braunes kleines Mädchen: sie schnitt ihr Haar kurz, als es noch das Symbol der größten Frauen-Rebellion war, rauchte Zigarren, trug männliche Kleider wie George Sand, sie war krankhaft eitel und empfing die Männer mit einer Art generellen Sympathie... ihrer beider Heirat war der Zusammenprall zweier wilder und zügelloser Naturen, in welchem bereits die erotische Verdammtheit des Fin de siècle ihren Schatten vorauswirft... und dies stilisierte Petöfi [in seinen Gedichten] zu einer Biedermeier-Liebe um.“

60 Jahre nach Petőfis Tod wurde Szendrey mit den übrigen Mitgliedern der Familie Petőfi auf dem Kerepesi-Friedhof beigesetzt, die Inschrift auf dem Grabmal enthält ihren Geburtsnamen und weist sie als Ehefrau von Sándor Petőfi aus, Horvát wird nicht erwähnt.
Es gibt mehrere Statuen von Júlia Szendrey in Ungarn, zum Beispiel in Kiskőrös und in Mezőberény. Im Jahr 2018 wurde ihre Statue in Kopenhagen vor dem Gebäude der ungarischen Botschaft aufgestellt.
In jüngerer Zeit wurde versucht, Szendreys eigenen literarischen Beitrag stärker in den Blick zu nehmen. Anlässlich ihres 190. Geburtstages und 150. Todestages wurde 2018 ein Band herausgegeben, der alle ihre Gedichte, 141 Stück, enthält, von denen die meisten bisher unveröffentlicht waren. Im Petőfi-Literaturmuseum gibt es einen „Szendrey-Raum“.